# Desert Eagle
La Desert Eagle es una pistola semiautomática de grueso calibre accionada por los gases del disparo, diseñada por la firma estadounidense Magnum Research y fabricada principalmente en Israel por IMI (Industrias Militares de Israel), ahora Israel Weapon Industries (IWI). La producción fue transferida a Saco Defense, en Maine, entre 1996 y 2000; de allí la denominación XIX, pero volvió a Israel cuando Saco fue comprada por General Dynamics.
Debido a su silueta fácilmente reconocible y a sus cartuchos de grueso calibre, la Desert Eagle se ha convertido en un arma icónica en la cultura popular.
Magnum Research ha publicitado varias versiones de la pistola accionada por retroceso corto Jericho 941 bajo el nombre de Baby Eagle. Estas no tienen ninguna relación con la Desert Eagle, con la cual solo comparten un moderado parecido en lo que a formas respecta.

## Diseño
La Desert Eagle fue diseñada originalmente por Bernard C. White, de Magnum Research, que patentó un mecanismo para una pistola accionada por los gases del disparo en enero de 1983. Esto estableció la forma básica de la Desert Eagle. La Desert Eagle fue originalmente diseñada como un revólver, pero más tarde fue rediseñada como pistola semiautomática. Una segunda patente fue registrada en diciembre de 1985, después de que el diseño básico fuera refinado por IMI para producción, siendo esta la forma escogida para la producción masiva.
La Desert Eagle emplea un mecanismo accionado por gas que normalmente se encuentra en fusiles, al contrario de los mecanismos de retroceso corto o inercia de masas que son comúnmente empleados en pistolas semiautomáticas. Al contrario de la mayoría de pistolas, el cañón no se mueve durante el disparo. Cuando un cartucho es disparado, los gases son conducidos a través de un pequeño agujero del cañón situado cerca de la recámara de este. Los gases viajan hacia delante a través de un pequeño tubo bajo el cañón, hasta un cilindro cercano a la boca del cañón. La corredera/porta-cerrojo tiene un pequeño pistón delante que encaja en el cilindro; cuando los gases llegan al cilindro, estos empujan el pistón hacia atrás. El porta-cerrojo se desplaza hacia atrás sobre dos rieles situados a ambos lados del cañón, operando el mecanismo. Su cerrojo rotativo es muy parecido al de los fusiles M16, mientras que el cilindro de gases fijo/pistón se parece al de la carabina Ruger Mini-14 (la patente original empleaba un pistón cautivo similar al del M14).
La ventaja de la acción por gas es que permite el empleo de cartuchos más potentes que los empleados por las pistolas semiautomáticas de diseño tradicional, al mismo tiempo que le permite competir a la Desert Eagle en un área que previamente había sido dominada por los revólveres Magnum. Las desventajas de este mecanismo es que desaconseja el empleo de balas sin camisa, ya que las partículas de plomo que se desprenden durante el disparo pueden bloquear la toma de gases.

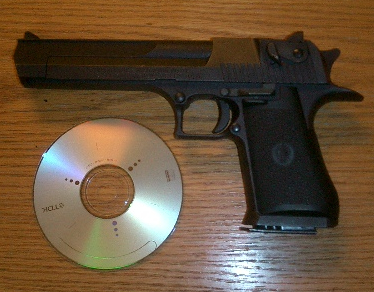
Una de las primeras pistolas Desert Eagle calibre .357 Magnum al lado de un CD, para comparar tamaños.

Para cambiar el calibre de una Desert Eagle, tan solo hace falta instalar el cañón adecuado, el cerrojo y el cargador. De esta forma, se puede cambiar rápidamente la munición utilizada por el arma. La longitud más popular para cañones es de 152 mm (6 pulgadas), aunque están disponibles cañones de 202, 254 y 356 mm (8, 10 y 14 pulgadas). Los cañones Mark XIX tienen rieles integrales mecanizados para instalar soportes de mira telescópica, facilitando así esta operación. El diámetro de la pestaña del cartucho .50 AE es el mismo que la del cartucho .44 Magnum; de esta manera solamente se necesita cambiar el cañón y el cargador para recalibrar una Desert Eagle de .44 al más grande y potente .50 AE.
La Desert Eagle es alimentada mediante un cargador extraíble. La capacidad de este es de 9 cartuchos .357 Magnum, 8 cartuchos .44 Magnum o 7 cartuchos .50 AE. El estriado del cañón de la Desert Eagle es poligonal. La pistola es empleada principalmente para tiro al blanco y cacería.
Por sus mismos calibres grandes, es un arma pesada y posee pocos proyectiles en el cargador. No tiene función policial o de fuerzas especiales.